# Nicholas Hamilton
Nicholas Hamilton, född 4 maj 2000 i New South Wales, är en australisk skådespelare.
Hamilton har bland annat medverkat i filmerna Det från 2017, Det: Kapitel 2 från 2019 och The Dark Tower från 2017.

## Filmografi (i urval)
- 2017: Det
- 2017: The Dark Tower
- 2019: Det: Kapitel 2